# Benito Juárez (Huimanguillo)
Benito Juárez es una localidad del municipio de Huimanguillo ubicado en la subregión de la Chontalpa del estado mexicano de Tabasco.

## Geografía
La localidad de Benito Juárez se sitúa en las coordenadas geográficas 17°39′49″N 93°42′03″O / 17.663611, -93.700833, a una elevación de 19 metros sobre el nivel del mar.

## Demografía
Según el Conteo de Población y Vivienda 2020, efectuado por el Instituto Nacional de Estadística y Geografía, la localidad de Benito Juárez tiene 644 habitantes, de los cuales 330 son del sexo masculino y 314 del sexo femenino. Su tasa de fecundidad es de 3.06 hijos por mujer y tiene 169 viviendas particulares habitadas.
| Gráfica de evolución demográfica de Benito Juárez entre 1980 y 2020 |
|                                                                     |
| INEGI.                                                              |